# Het monster uit de diepte (Jommeke)
Het monster uit de diepte is het 136ste stripverhaal van Jommeke. De reeks wordt getekend door striptekenaar Jef Nys.

## Verhaal
Een Filipijnse vissersboot ontdekt in de zee een uniek monster uit de oertijd. Ze schieten een harpoen in de rug van het dier dat daarop de boot aanvalt en vernietigt. Een paar dagen later staat het hele voorval in de krant. Jommeke gaat ermee naar professor Gobelijn en die besluit met de plastieken walvis naar de vindplaats te varen. In de haven komen ze kapitein Jan Haring tegen die ook mee gaat. De rijke zakenvrouw Kitty Pretensia leest het verhaal echter ook in de krant en wil het monster vangen. Dan kan ze het in een aquarium tentoonstellen en zo veel geld verdienen.
Ze vertrekt op expeditie en komt de plastieken walvis tegen. Die beschiet ze met een torpedo. De plastieken walvis is stuk en Gobelijn moet hem repareren. Ondertussen neemt Kitty foto's met een onderwatercamera. Als ze op de foto's weer de plastieken walvis ziet lokt ze die met een list naar Japan. Onderweg doorziet Jommeke die list en ze keren terug. Ze varen langs een gezonken boot en Jan Haring merkt beweging op in het wrak. Als Jommeke gaat kijken komt plots het monster tevoorschijn uit het ruim. Gobelijn verdooft het en haalt de harpoen uit de rug van het monster.
Dan brengen ze het naar België waar ze het onderbrengen in een oud zwembad. Aan de kranten vertellen ze dat het monster in werkelijkheid een uitvinding van Gobelijn is. Kitty gelooft dat niet en zoekt de professor op. Die werkt intussen aan een namaakmonster en kan zo Kitty overtuigen. Als het namaakmonster af is trekken ze weer naar de Filipijnen. Daar overtuigen ze de mensen dat het monster slechts een machine is zodat ze het echte monster niet meer zouden aanvallen. Het echte monster leefde daarna nog lang in de Filipijnse wateren.